# Bissersheim
Bissersheim là một xã thuộc huyện Bad Dürkheim, trong bang Rheinland-Pfalz, phía tây nước Đức. Xã Bissersheim có diện tích 2,57 km², dân số thời điểm ngày 31 tháng 12 năm 2006 là 452 người.